# El hombre de al lado
El hombre de al lado  is een Argentijnse film uit 2009, geregisseerd door Mariano Cohn en Gastón Duprat.

## Verhaal
De film vertelt het conflict tussen twee buren dat geen einde lijkt te hebben. Aan de ene kant van de muur woont de prestigieuze ontwerper Leonardo, en aan de andere kant tweedehands autoverkoper Victor. De muur is een scheidingswand tussen twee werelden en twee verschillende klassen. De problemen beginnen wanneer Victor besluit een raam te maken voor meer licht.

## Rolverdeling
| Acteur             | Personage |
| ------------------ | --------- |
| Rafael Spregelburd | Leonardo  |
| Daniel Aráoz       | Victor    |
| Eugenia Alonso     | Ana       |

## Ontvangst

### Prijzen en nominaties
De film won 12 prijzen en werd voor 11 andere genomineerd. Een selectie:
| Jaar | Evenement                      | Categorie                    | Genomineerde                | Resultaat   |
| ---- | ------------------------------ | ---------------------------- | --------------------------- | ----------- |
| 2010 | Premio Sur (5de editie)        | Beste film                   | El hombre de al lado        | Gewonnen    |
| 2010 | Premio Sur (5de editie)        | Beste regisseur              | Mariano Cohn, Gastón Duprat | Gewonnen    |
| 2010 | Premio Sur (5de editie)        | Beste acteur                 | Daniel Aráoz                | Gewonnen    |
| 2010 | Premio Sur (5de editie)        | Beste vrouwelijke bijrol     | Eugenia Alonso              | Genomineerd |
| 2010 | Premio Sur (5de editie)        | Beste debuterend acteur      | Daniel Aráoz                | Gewonnen    |
| 2010 | Premio Sur (5de editie)        | Beste origineel scenario     | Andrés Duprat               | Gewonnen    |
| 2010 | Premio Sur (5de editie)        | Beste camerawerk             | Mariano Cohn, Gastón Duprat | Genomineerd |
| 2010 | Premio Sur (5de editie)        | Beste montage                | Jerónimo Carranza           | Genomineerd |
| 2010 | Premio Sur (5de editie)        | Beste filmmuziek             | Sergio Pangaro              | Gewonnen    |
| 2011 | Premio Goya (25ste editie)     | Beste Ibero-Amerikaanse film | El hombre de al lado        | Genomineerd |
| 2011 | Cóndor de Plata (59ste editie) | Beste film                   | El hombre de al lado        | Genomineerd |
| 2011 | Cóndor de Plata (59ste editie) | Beste regisseur              | Mariano Cohn, Gastón Duprat | Genomineerd |
| 2011 | Cóndor de Plata (59ste editie) | Beste acteur                 | Daniel Aráoz                | Gewonnen    |
| 2011 | Cóndor de Plata (59ste editie) | Beste origineel scenario     | Andrés Duprat               | Gewonnen    |
| 2011 | Cóndor de Plata (59ste editie) | Beste montage                | Jerónimo Carranza           | Genomineerd |
| 2011 | Cóndor de Plata (59ste editie) | Beste artdirector            | Lorena Llaneza              | Genomineerd |
| 2011 | Cóndor de Plata (59ste editie) | Beste geluid                 | Ricardo Pitterbarg          | Genomineerd |
| 2011 | Cóndor de Plata (59ste editie) | Beste filmmuziek             | Sergio Pangaro              | Gewonnen    |